# Ophiambix epicopus
Ophiambix epicopus är en ormstjärneart som beskrevs av William Paterson och Baker 1988. Ophiambix epicopus ingår i släktet Ophiambix och familjen fransormstjärnor. Inga underarter finns listade i Catalogue of Life.